# مخالفة (لغة)
المخالفة خلاف المماثلة ويراد بها تحول الأصوات المتقاربة من حال التماثل أو التشابه إلى حال التخالف والتباعد.

## أمثلة
- الإظهار: تماثل النون بالحرف الذي بعدها فنقول أنها تدغم فيه، لكنها تخالف به، أي تظهر ولا تدغم، عندما يكون الذي بعدها حرفا من حروف الحلق — الألف والهاء والعين والحاء والغين والخاء.[1] نحو كلمة منأى فتلفظ كما تكتب بنون ظاهرة، أما في قولك «من ماء» فتدغم النون في الميم وتغن فتلفظ «ممّاء» وفي ذلك مماثلة للنون بالميم.
- الإدخال: في العربية تقلب النون ميما إذا تلتها باء، فعبارة مِن بَيت تلفظ مِمبَيت؛ أما في العبرية فتدغم نون مِن (מן) في الحرف الذي بعدها أيا كان ثم يشدد هذا الحرف، نحو مِبِّيت (מבית).[1] إلى ذلك، عندما أخذت العربية من العبرية كلمة شِبّولت (שבולת) فقد فك إدغام الباء المشددة، ثم أزيلت المماثلة بين البائين المتماثلتين إذ وقعت المخالفة بقلب الباء الثانية ميما وإبدالها نونا،[2] فعربت سُنبُلة.